# Herzfleckläufer
Die Herzfleckläufer (Thanatus) bilden eine artenreiche Gattung innerhalb der Familie der Laufspinnen (Philodromidae), die wiederum der Ordnung der Webspinnen angehört. Die Gattung ist fast weltweit verbreitet und ihre Vertreter bewohnen eine Vielzahl an Habitaten (Lebensräumen). Sie heben sich von anderen Laufspinnen besonders durch den deutlich weniger abgeflachten Körperbau sowie lateral (seitlich) angewinkelte Beine ab.
Herzfleckläufer sind tagaktiv und epigäisch (die direkte Bodenoberfläche bevorzugend) und leben wie alle Spinnen räuberisch. Für den Beutefang legen sie wie alle Laufspinnen kein Spinnennetz an, sondern erlegen Beutetiere freilaufend. Ihre Balz wirkt deutlich weniger komplex verglichen mit der anderer tagaktiver Spinnen. Ein begatteter weiblicher Herzfleckläufer legt nacheinander bis zu vier Eikokons an und bewacht sie bis zum Schlupf seiner Nachkommen. Sie verbleiben noch bis zur ersten Fresshaut (Häutungsstadium) gemeinsam im Eikokon, ehe sie sich voneinander trennen und selbstständig heranwachsen.

## Merkmale

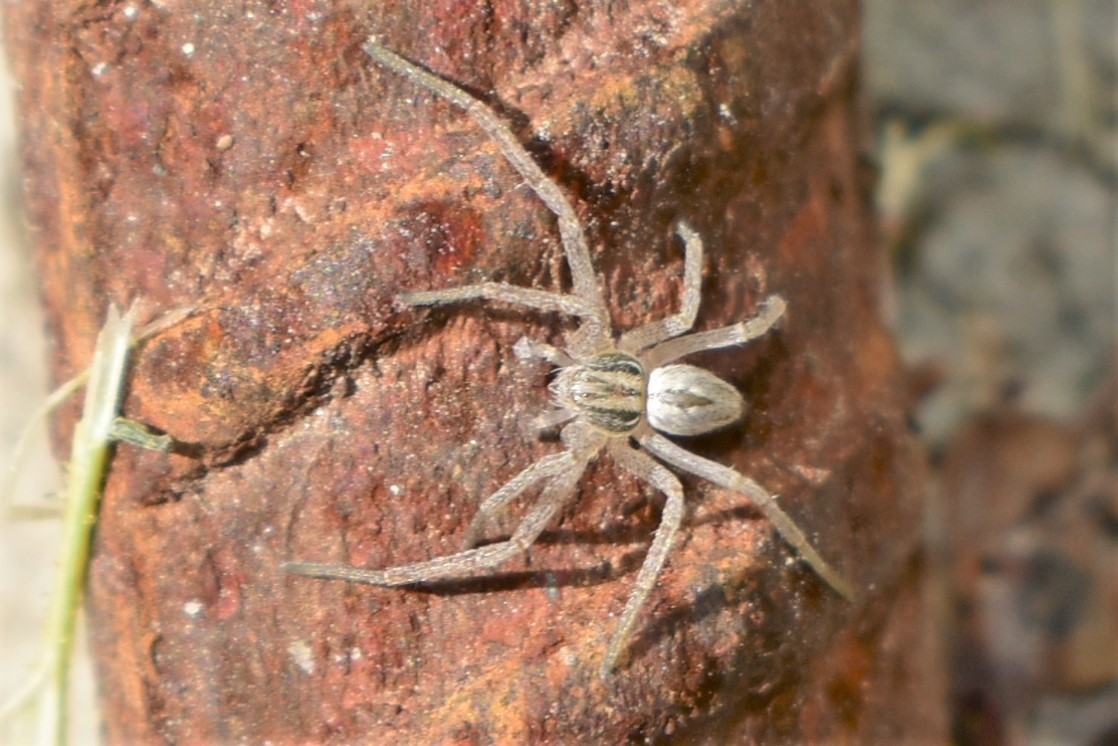
Männlicher Herzfleckläufer

Es handelt es sich bei den Arten der Gattung um kleine bis mittelgroße Echte Webspinnen (Araneomorphae), deren Prosoma (Vorderkörper) fast gleich lang wie breit ist. Die Gesamtlänge von weiblichen Herzfleckläufern beträgt zumindest bei nearktisch verbreiteten Arten laut Charles D. Dondale, A. L. Turnbull und James H. Redner ungefähr sieben, die männlicher fünf Millimeter. Für den Carapax (Rückenschild des Prosomas) werden von den gleichen Autoren bei den ebenfalls gleichen Arten eine durchschnittliche Länge von 2,5 Millimeter und eine durchschnittliche Breite von 2,3 Millimeter angegeben. Herzfleckläufer haben verglichen mit anderen Laufspinnen (Philodromidae) einen deutlich weniger abgeflachten Körperbau sowie lateral (seitlich) angewinkelte Beine. Die Färbung der Spinnen ist wenig kontrastreich.
Der Carapax ist an den Flanken gerundet und außerdem mittig im Bereich hinter der posterioren (hinteren) Augenreihe leicht konvex geformt. Eine zervikale (zwischen dem kephalen bzw. am Kopf gelegenen und dem thorakalen bzw. an der Brust gelegenen Bereich befindliche) Grube fehlt. Der mediane (mittlere) Bereich des Carapax erscheint blass oder ist mit rotbraunen Zeichnungen versehen, während die lateralen Bereiche häufiger rotbraun gefärbt sind. Die auf zwei Reihen hintereinander mit jeweils vier Augen aufgeteilten Augenreihen verlaufen leicht rekursiv, dabei die anteriore (vordere) jedoch stärker als die posteriore. Die Augen der posterioren Reihe haben etwa den gleichen Abstand zueinander. Die medianen Augen sind kaum größer als die lateralen.
Die vier Beinpaare sind fast gleich lang, jedoch sind das zweite und das vierte geringfügig länger als das erste und das dritte. Die Beine weisen meist eine gelbbraune Färbung ohne jegliche Farbbänder auf. Gelegentlich treten braune Punkte auf. Die Femora (Schenkel) des zweiten Beinpaares haben zumeist eine Länge von drei Millimetern. Die Femora des ersten Beinpaares verfügen prolateral (seitlich vorne) über zwei bis drei und dorsal (oberhalb) über einen bis vier Stacheln. Retrolaterale (seitlich rückliegende) Stacheln können ebenso vorhanden sein. An den Tibien (Schienen) des ersten Beinpaares befinden sich ventral (unterhalb) je drei Stachelpaare. Die Distitarsen (geteilte Tarsen, bzw. Fußglieder) und der distale (von der Körpermitte entfernt liegende) Bereich der Basitarsen (basaler Abschnitt der Tarsen) besitzen eine dichte Scopulae (Bedeckungen aus Setae bzw. chitinisierten Haaren zum Haften).
Das Opisthosoma (Hinterleib) ist nahe der Mitte am breitesten. Anders als bei vielen anderen Laufspinnen (Philodromidae) ist es bei den Herzfleckläufern nicht an den Seiten gewinkelt oder oben abgeflacht. Die Farbgebung des Opisthosomas reicht zumeist von gelblich bis bräunlich. Dabei ist seine Dorsalfläche im Regelfall rötlich bis gräulich gefärbt. Auf dieser Fläche befindet sich auch das namensgebende Herzmal, das üblicherweise dunkelbraun bis schwarz gefärbt ist und dessen Flanken gewinkelt sind. Das Herzmal erstreckt sich längsrichtig über die vordere Hälfte des Opisthosomas. Die Ventralseite dieses Körperabschnitts erscheint blass und ist meistens mit rötlichen Bändern versehen.

Ansichten weiblicher Herzfleckläufer
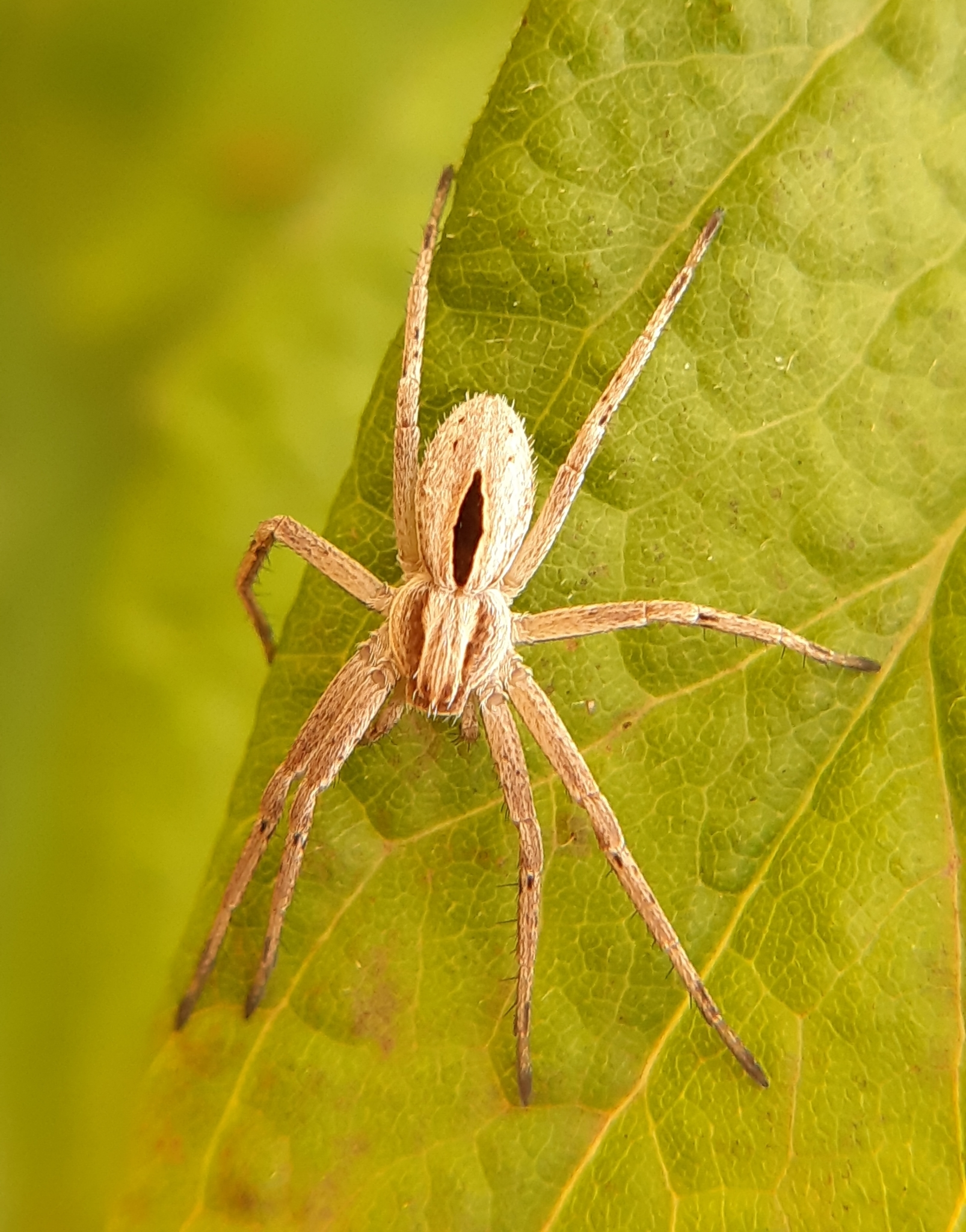
Dorsal
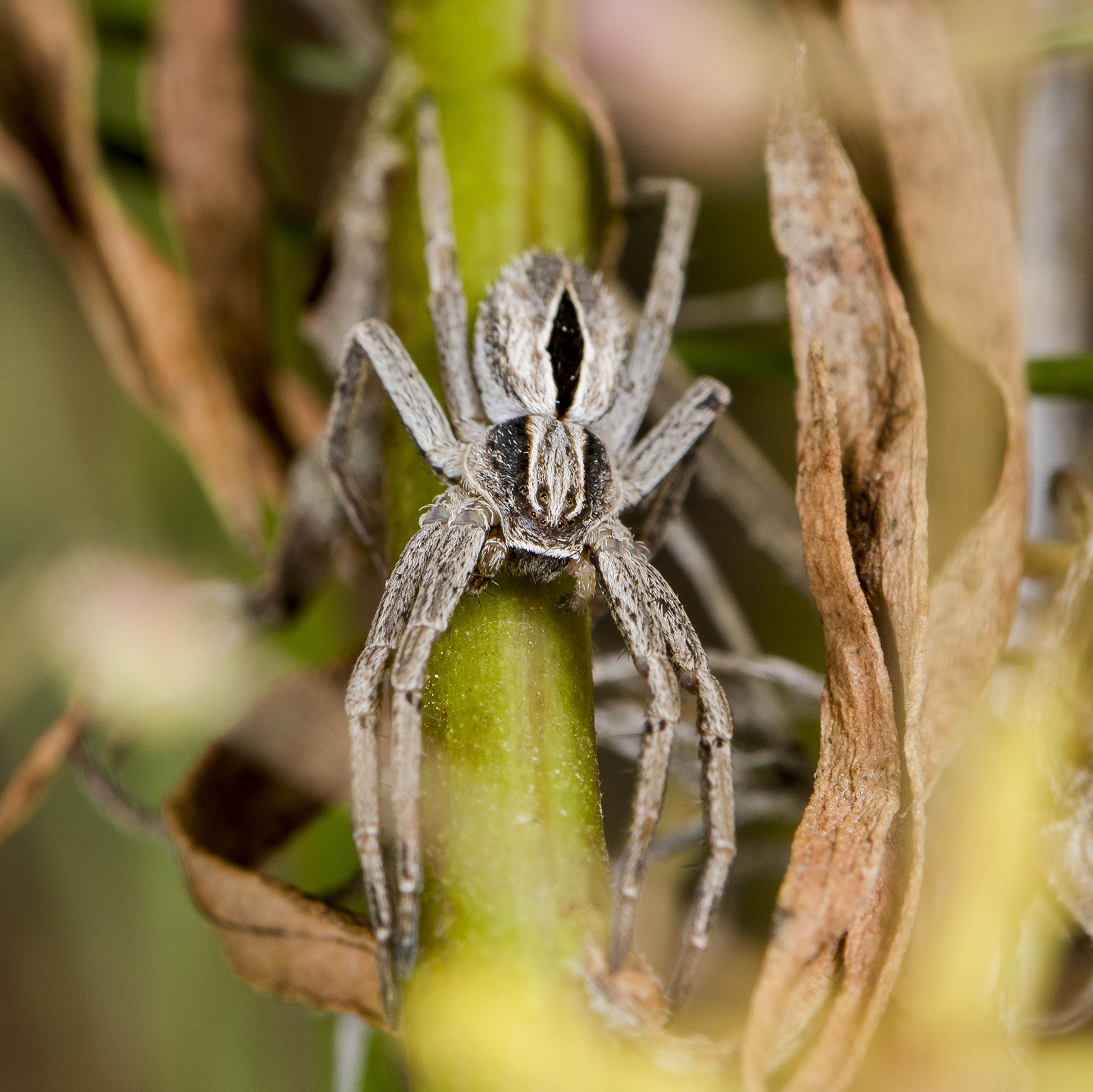
Frontal
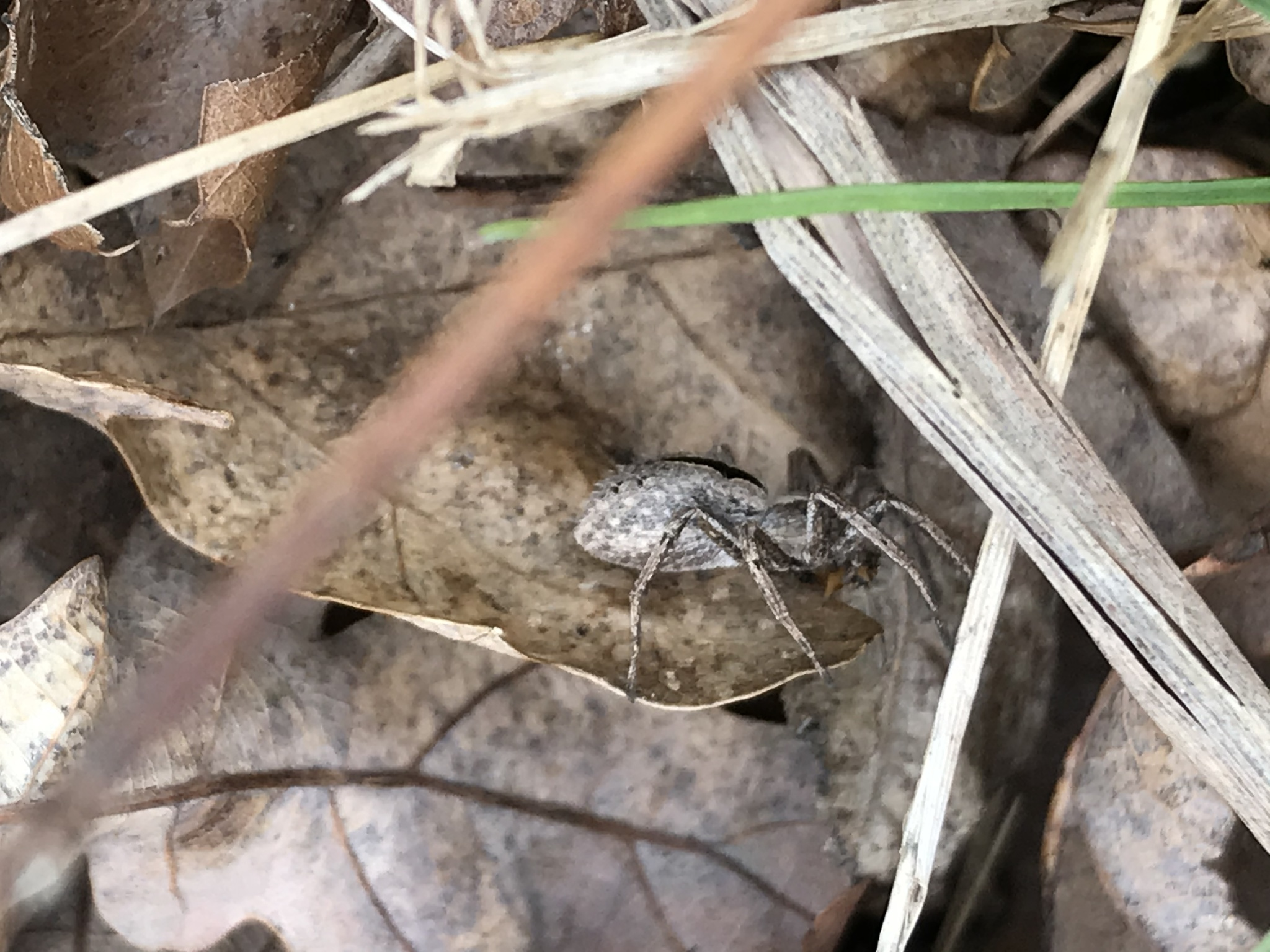
Lateral
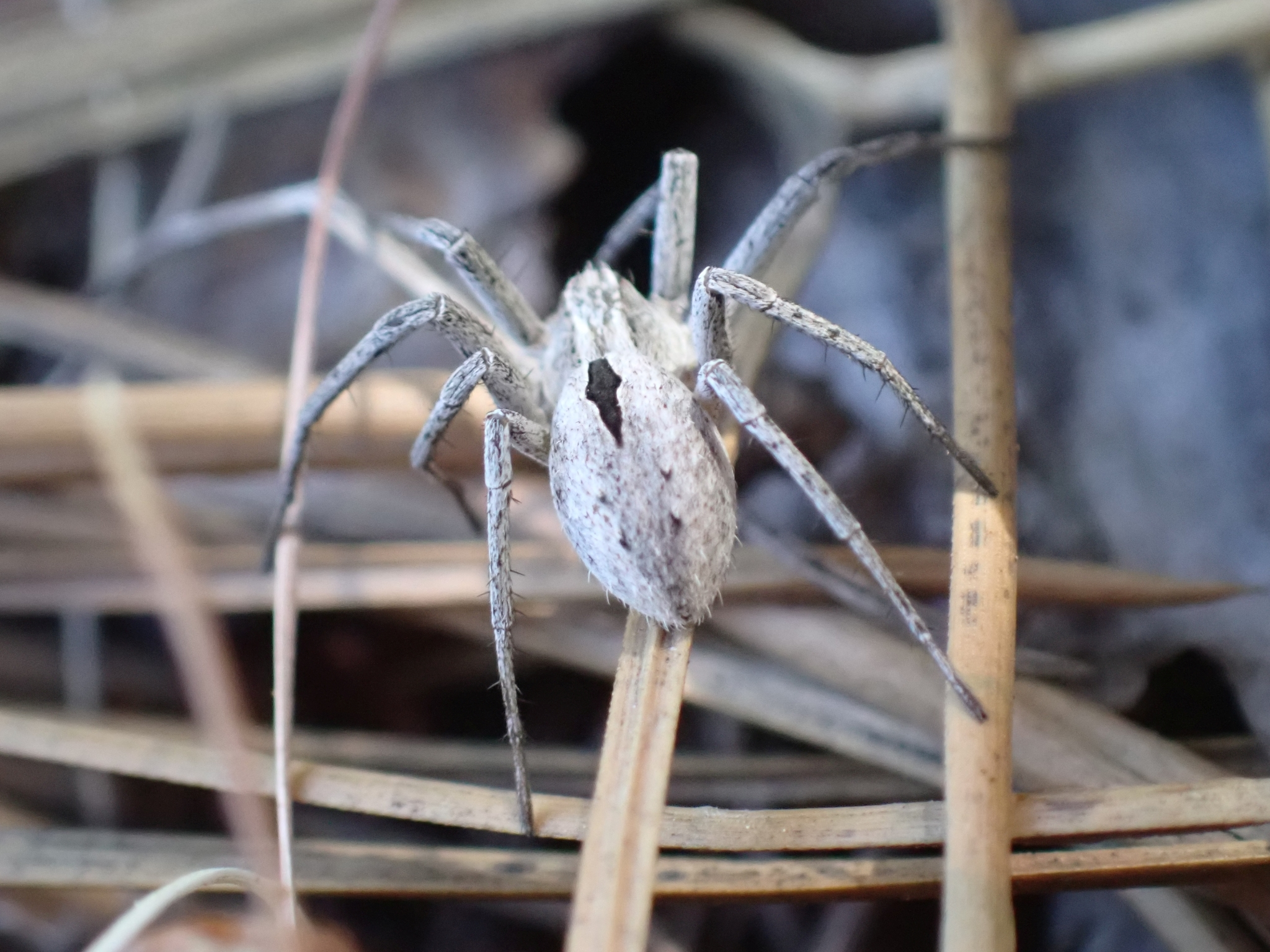
Rückseitig

### Genitalmorphologische Merkmale
| Bulbus | Epigyne |
|        |         |

Die Tibien der Pedipalpen (umgewandelte Extremitäten im Kopfbereich) erscheinen bei männlichen Herzfleckläufern dorsal betrachtet so breit wie lang. Außerdem sind auf ihren Dorsal- und Prolateralflächen ein oder mehrere lange Stacheln. Diese Tibien besitzen je eine retrolateral entspringende Apophyse, die in ventrale Richtung verläuft und dabei gefurcht oder gespitzt wird. Der Embolus (drittes und letztes Sklerit bzw. Hartteil) eines einzelnen Bulbus (männliches Geschlechtsorgan) entspringt aus einer dehnbaren Basis nahe der Wand gegen den Alveolus (Grube des Cymbiums). In seltenen Fällen, etwa beim Kosmopolit-Herzfleckläufer (T. vulgaris), entspringt er relativ simpel am Rand des Tegulums (zweites und mittleres Sklerit). Das Cymbium (erstes und vorderstes Sklerit) besitzt zwei Stacheln nahe dessen Spitze auf ventraler Seite und weitere in variierender Anzahl auf dorsaler Seite.
Die Epigyne (weibliches Geschlechtsorgan) weist bei der Gattung ein breites flaches und medianes Septum (Trennwand) und schlitzartige Kopulationsöffnungen an den Flanken auf. In seltenen Fällen, etwa bei dem Kosmopolit-Herzfleckläufer, ist das Septum konkav geformt. Die Spermatheken (Samentaschen) ist schlank bis breit gebaut. Ihre Oberflächen erscheinen glatt oder sind mit flachen Furchen versehen. Ferner befinden sich die Spermatheken meistens dicht beieinander und weisen jeweils ein kleines Spermathekalorgan auf, das sich im Regelfall am anterioren Ende befindet.

### Differenzierung von ähnlichen Laufspinnen
Die Arten der Herzfleckläufer ähneln denen anderer Gattungen innerhalb der Familie der Laufspinnen (Philodromidae), darunter den Vertretern der Gattung Ebo und den Flackstreckern (Philodromus). Weitere Unterscheidungsmerkmale der Herzfleckläufer gegenüber beiden anderen Gattungen sind der bei ihnen gleichmäßige Abstand aller Augen der posterioren Augenreihe sowie die Länge der Beinpaare, da bei den Herzfleckläufern im Gegensatz zu den anderen Gattungen das zweite und das vierte Beinpaar länger als das erste und das dritte sind. Außerdem haben die Herzfleckläufer kein gewinkeltes Opisthosoma und ferner niemals ein darauf befindliches Muster aus Winkelflecken. Zusätzlich lassen sich männliche Herzfleckläufer von den Männchen der beiden anderen Gattungen dadurch unterscheiden, dass diese niemals eine einzelne und einfach gebaute Tibiaapophyse an jeweils beiden Pedipalpen aufweisen. Ein weiteres Differenzierungsmerkmal der Herzfleckläufer zu den Flachstreckern ist das leicht konvex geformte und median-dorsale Band auf dem Carapax, das bei den Flachstreckern oft leicht eingedrückt erscheint. Die Herzfleckläufer ähneln außerdem entfernt den Halmstreckern (Tibellus), bei denen allerdings ebenfalls der Abstand zwischen allen Augen der posterioren Reihe ungleichmäßig ist. Auch sind bei den Halmstreckern die Medianaugen näher beieinander als die Lateralaugen. Ein Hauptdifferenzierungsmerkmal ist das bei den Halmstreckern langgezogene, schlanke Opisthosoma.
Die meisten Gemeinsamkeiten teilen die Herzfleckläufer mit den Laufspinnen der Gattung Apollophanes. Bei beiden Gattungen ist der Abstand aller Augen der posterioren Reihe gleich und die Arten beider Gattungen ähneln sich hinsichtlich Größe, Gestalt und Farbgebung. Allerdings handelt es sich bei vielen der zur Gattung Apollophanes zählenden Arten um flache, langbeinige und gefleckte Spinnen, die in wärmeren Teilen der Welt, darunter Mittel- und Südamerika, Mexiko sowie dem Südwesten der Vereinigten Staaten, vorkommen. Bei den Herzfleckläufern ist oftmals das Gegenteil der Fall, da bei diesen normalerweise der Carapax und das Opisthosoma leicht erhöht und die Beine vergleichsweise kurz sowie der Körper selten gefleckt ist. Außerdem bevorzugen die Herzfleckläufer kühlere Breitengrade.

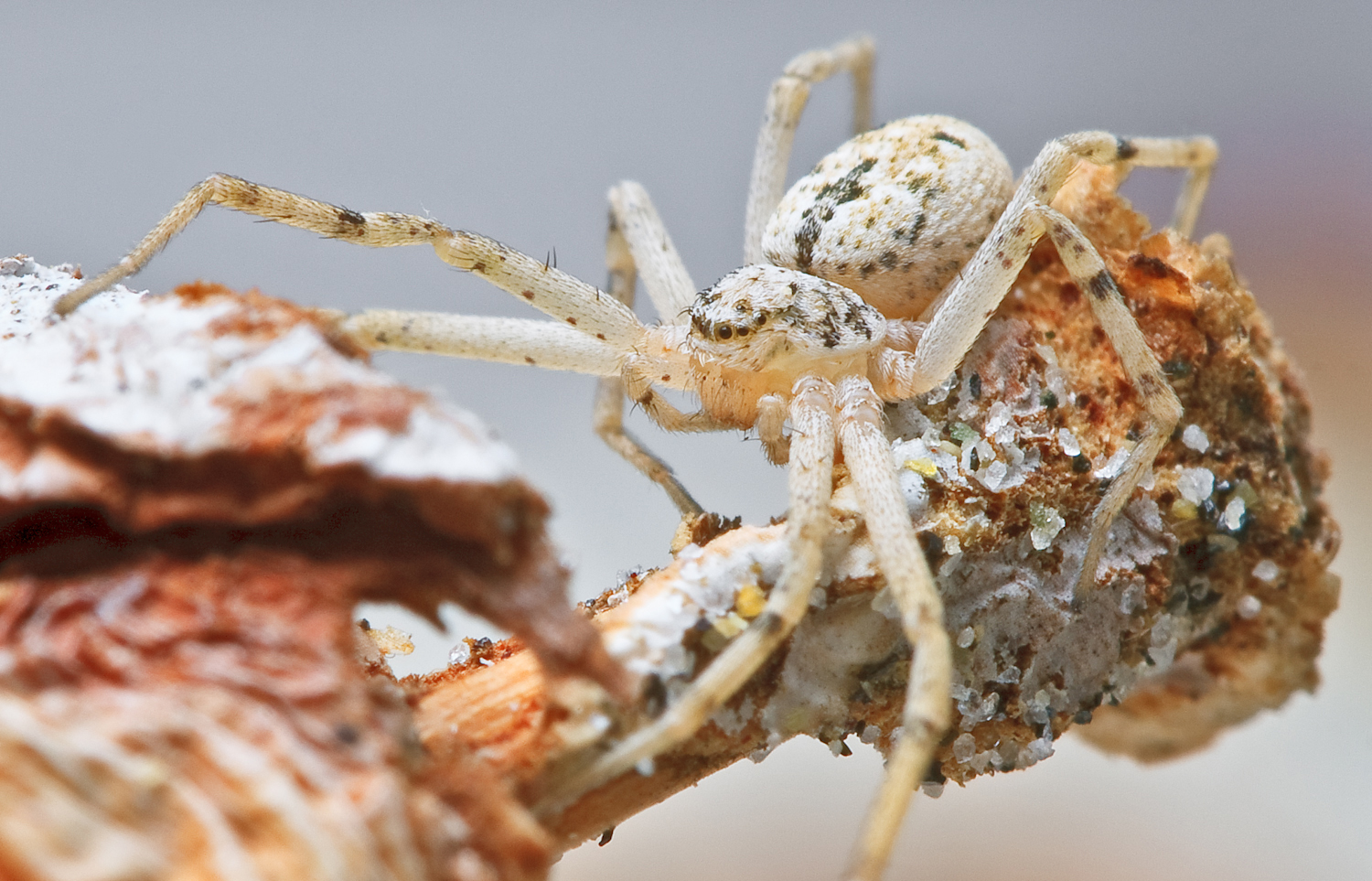
Weibchen von Ebo pepinensis
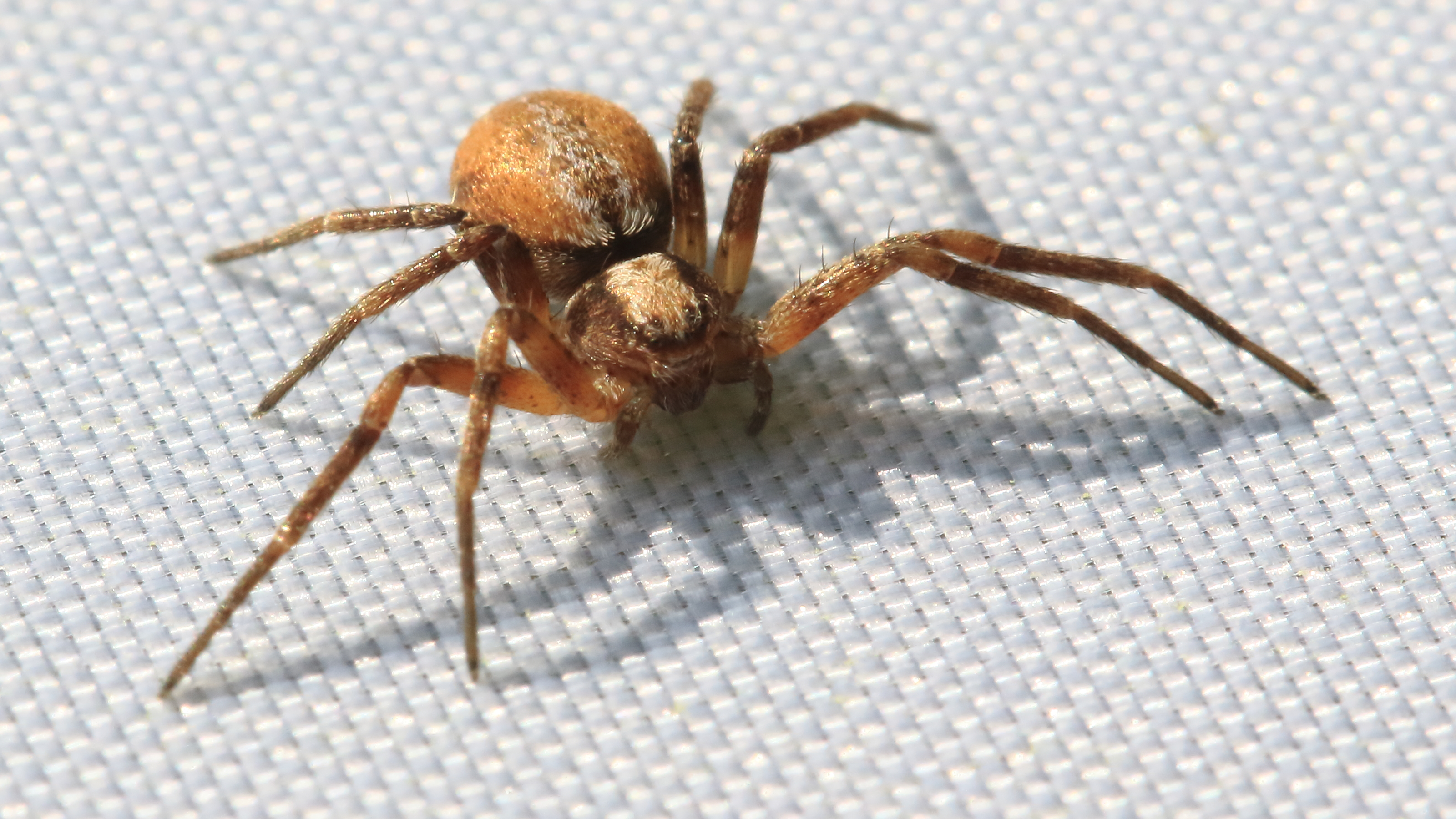
Weiblicher Flackstrecker (Philodromus sp.)
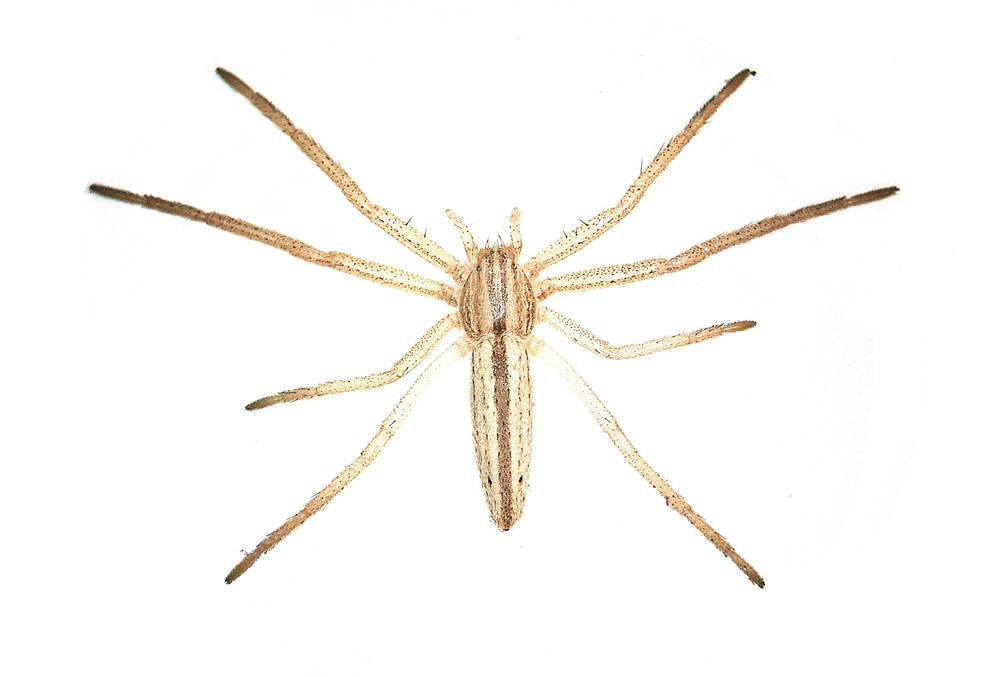
Weiblicher Halmstrecker (Tibellus sp.)
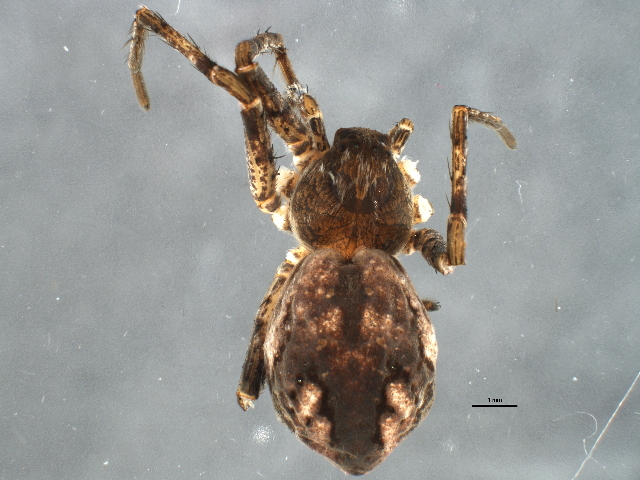
Präpariertes Weibchen von Apollophanes margareta

## Verbreitung und Lebensräume

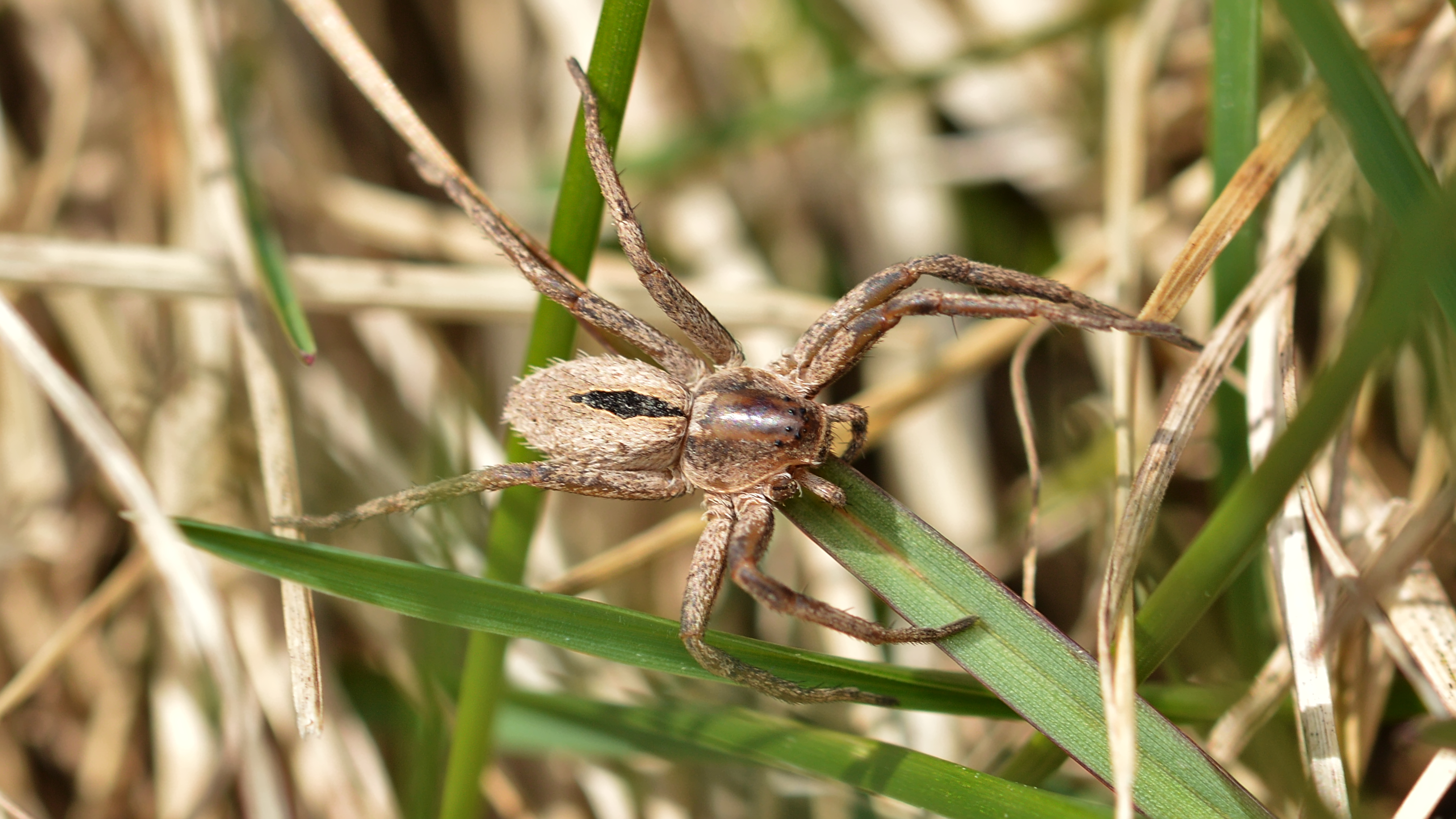
Weiblicher Herzfleckläufer in der Vegetation, gefunden im kanadischen Staat Ontario

Die Gattung der Herzfleckläufer ist mit Ausnahme der Antarktika in allen Kontinenten vertreten. Die Habitate (Lebensräume) können sehr variieren. Einige Arten etwa können in sandigen Gebieten gefunden werden, andere wiederum in feuchten oder torfigen Arealen. Letztere sind meist kaum verbreitet und wenig erforscht. Einige Arten etwa können in sandigen Gebieten gefunden werden, wie beispielsweise die auf Wüsten angepasste Art T. fabricii, andere wie etwa der Kosmopolit-Herzfleckläufer (T. vulgaris) bevorzugen hingegen eher Agrargebiete. Auch nutzen manche Herzfleckläufer feuchte oder torfige Areale als Habitate. Diese sind jedoch meist kaum verbreitet und ebenfalls wenig erforscht. Bei letzterer Art, die überdies vermehrt durch den globalen Transport von Futtertieren für den Heimtierbedarf im Rahmen der Terraristik verschleppt wurde und dabei auch andernorts stabile Populationen aufbauen konnte, ist außerdem eine Synanthropie (Bevorzugung menschlicher Siedlungsbereiche) festzustellen.

## Lebensweise

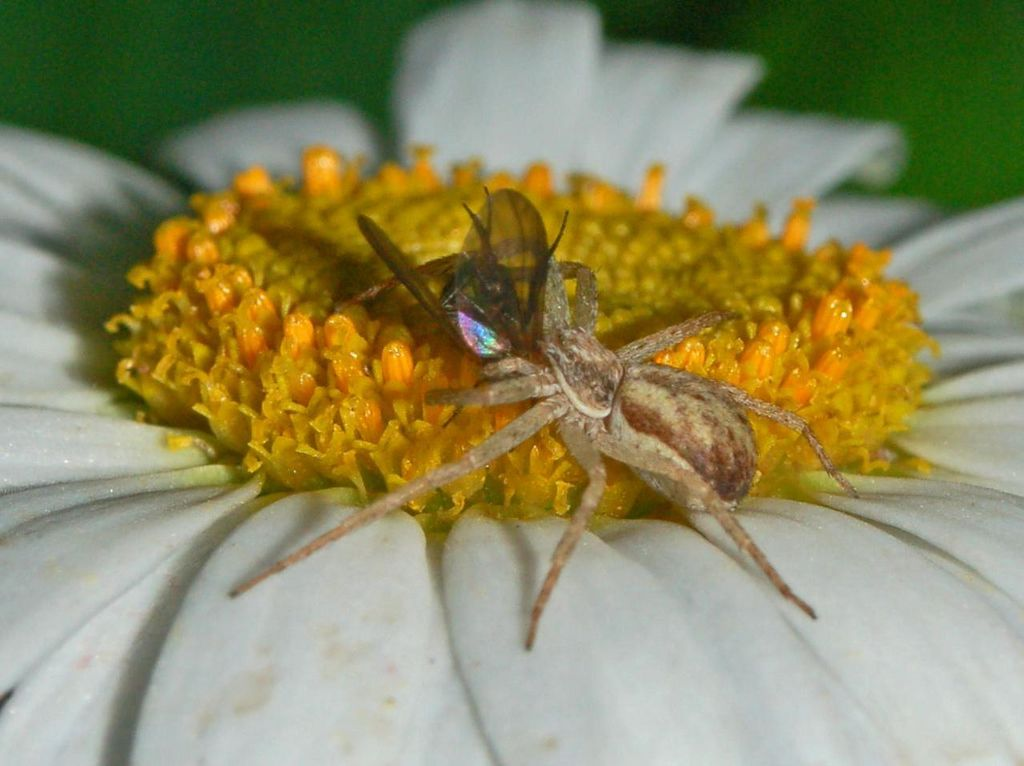
Weiblicher Herzfleckläufer mit erbeuteter Fliege

Alle Herzfleckläufer sind tagaktive Spinnen mit epigäischer (die direkte Bodenoberfläche bevorzugender) Biologie. Wie andere Laufspinnen (Philodromidae) benutzen auch die Arten dieser Gattung weder ein Spinnennetz für den Beutefang oder noch legen sie ein Wohngespinst an.
Das Balzverhalten der Herzfleckläufer gilt als weniger komplex als das anderer tagaktiver Spinnen, etwa verschiedenen Spring- (Salticidae) oder Wolfsspinnen (Lycosidae) und besteht aus Trommelbewegungen des Männchens, die es mit seinen Pedipalpen gegenüber einem Weibchen ausführt. Das Männchen wartet anschließend eine je nach Art unterschiedliche Zeit, die von zwei Minuten bis zu etwa einer halben Stunde betragen kann, und springt dann auf das Weibchen. Bei der anschließend stattfindenden Paarung verweilt letzteres in einem katalepsieartigen Zustand, während das Männchen seine in die Epigyne des Weibchens einzuführenden Bulbi mehrfach wechselt. Bei einem Wechsel dreht sich das auf dem Rücken des Weibchens befindliche Männchen zur die jeweils anderen Seite, in die der folgende Bulbus eingeführt werden soll, und führt dabei auf dem Rücken des Weibchens tanzartige Bewegungen aus. Nach Abschluss der Paarung verlässt das Männchen schnell das Weibchen, dessen katalepsieartige Starre nun aufhört. Kannibalismus im Zeitraum der Paarung konnte bei Herzfleckläufern nicht nachgewiesen werden.

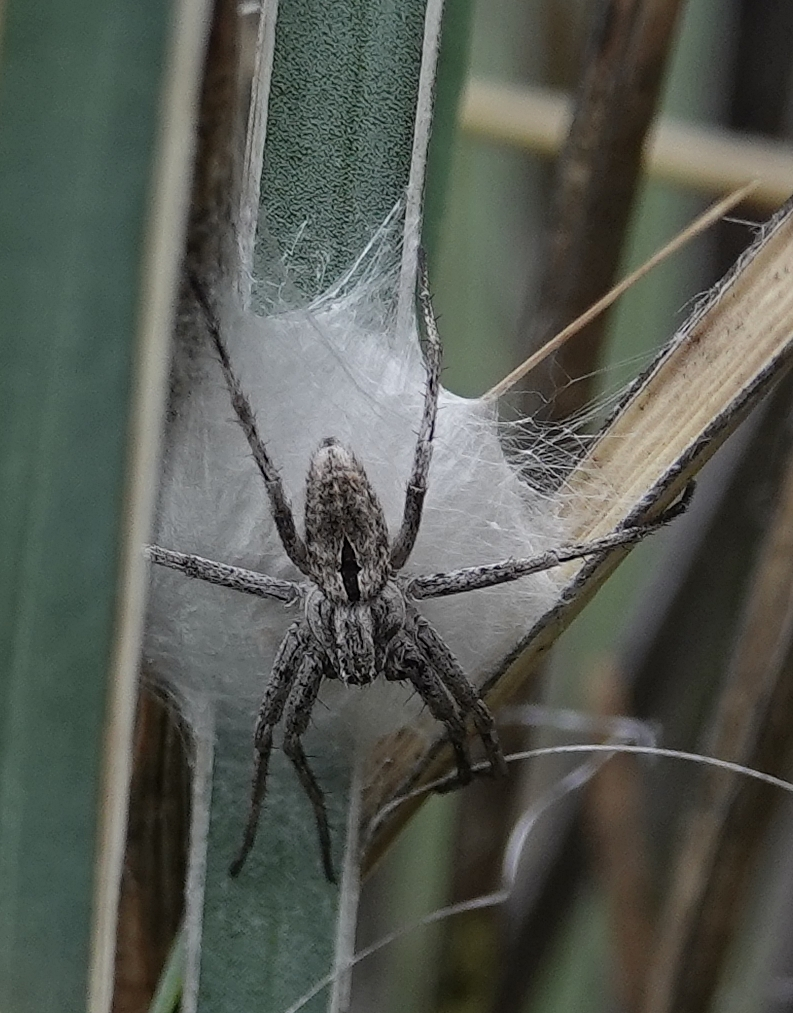
Ein Weiblicher Herzfleckläufer bewacht seinen Eikokon

Das Weibchen fertigt einige Zeit nach der Paarung einen Eikokon unter Steinen oder in Hohlräumen von Felsen an und bewacht diesen bis zum Schlupf der Jungtiere. Ein begattetes Weibchen der Herzfleckläufer kann nach dem ersten noch zwei bis drei weitere Kokons anlegen, wobei das Anlegen eines neuen Kokons erst ab dem Schlupf der Jungtiere des vorherigen stattfindet, was etwa zwei bis drei Wochen nach der Eiablage stattfindet. Aus einem Eikokon können bei den Herzfleckläufern gut 20 bis 50 Jungtiere schlüpfen. Diese verbleiben nach dem Schlupf anfangs noch bis zur ersten Häutung gemeinsam im Kokon. Zumindest beim Streifen-Herzfleckläufer (T. striatus) ist bekannt, dass die Jungtiere insgesamt über sieben Fresshäute (Häutungsstadien) heranwachsen, wobei die letzte dann auch das Adultstadium ist.

## Systematik
Die Systematik der Herzfleckläufer durchlief seit ihrer 1837 von Carl Ludwig Koch durchgeführten Erstbeschreibung in seinem Werk Übersicht des Arachnidensystems mehrere Änderungen, so kamen vermehrt neue Arten dazu, während andere aus verschiedenen Gründen ihren Artstatus verloren. Der Gattungsname Thanatus ist eine Abwandlung des altgriechischen Worts thanatos, das übersetzt „Tötung“ bedeutet. Die Typusart der Gattung ist der Silbergras-Herzfleckläufer (T. formicinus).

### Arten
Die Gattung der Herzfleckläufer umfasst 99 Arten und Unterarten. Diese und ihre geographischen Verbreitungen sind:
- T. africanus Karsch, 1878 – Tansania (Sansibar), Südafrika
- T. albescens O. P.-Cambridge, 1885 – China (Yarkant)
- T. altimontis Gertsch, 1933 – Vereinigte Staaten, Mexiko
- T. arcticus Thorell, 1872 – Vereinigte Staaten (Alaska), Kanada, Grönland, Nordeuropa, Russland (Europa bis Ferner Osten), Kasachstan, China, Japan
- Sand-Herzfleckläufer (T. arenarius) Thorell, 1872 – Europa, Kaukasien, Iran, Russland (Europa bis Südsibirien), Kasachstan
- T. arenicola (Schmidt, 1976) – Kanarische Inseln
- T. aridorum Silhavy, 1940 – Tschechien
- T. atlanticus Berland, 1936 – Kap Verde
- Steppen-Herzfleckläufer (T. atratus) Simon, 1875 – Europa, Türkei, Kaukasien, Russland (Europa bis Südsibirien), Kasachstan, Iran, Korea, Japan
- T. balestrerii Caporiacco, 1935 – Karakorum
- T. bungei (Kulczynski, 1908) – Russland (Ural bis Fernost), Japan, Nordamerika
- T. chorillensis Keyserling, 1880 – Peru
- T. coloradensis Keyserling, 1880 – Nordamerika, Europa, Türkei, Russland (Kaukasien bis Fernost), Kasachstan, China
- T. coreanus Paik, 1979 – Russland (Südsibirien, Fernost), Korea, China
- T. cronebergi Simon, 1895 – Mongolei
- T. dahurianus Logunov, 1997 – Russland (Südsibirien)
- T. damingus Wang, Zhang & Xing, 2013 – China
- T. denisi Brignoli, 1983 – Afghanistan
- T. dhakuricus Tikader, 1960 – Indien
- T. dissimilis Denis, 1960 – Frankreich
- T. dorsilineatus Jézéquel, 1964 – Elfenbeinküste
- T. fabricii (Audouin, 1826) – Kanarische Inseln, Nordafrika, Portugal, Spanien, Griechenland (Kreta), Türkei, Kaukasien, Naher Osten, Iran, Kasachstan, Zentralasien
- Alpen-Herzfleckläufer (T. firmetorum) Muster & Thaler, 2003 – Schweiz, Deutschland, Österreich, Italien
- T. flavescens O. P.-Cambridge, 1876 – Ägypten
- T. flavidus Simon, 1875 – Griechenland, Ukraine, Russland (Europa)
- T. flavus O. P.-Cambridge, 1876 – Ägypten
- T. forbesi Pocock, 1903 – Jemen (Sokotra)
- T. forciformis Li, Feng & Yang, 2013 – China
- Silbergras-Herzfleckläufer (T. formicinus) (Clerck, 1757) – Nordamerika, Europa, Nordafrika, Türkei, Kaukasien, Russland (Europa bis Fernost), Irak, Iran, Kasachstan, Zentralasien, China, Japan
- T. fornicatus Simon, 1897 – Ägypten (Sinai-Halbinsel) bis Pakistan
- T. frederici Denis, 1941 – Kap Verde
- T. fuscipes Denis, 1957 – Algerien
  - T. f. concolor Denis, 1957 – Spanien
- T. gnaquiensis Strand, 1908 – Peru
- T. granadensis Keyserling, 1880 – Kolumbien
- T. hongkong Song, Zhu & Wu, 1997 – China
- T. imbecillus L. Koch, 1878 – Griechenland, Nordmazedonien, Bulgarien, Ukraine, Kaukasien, Russland (Europa, Ural), Iran, Zentralasien
- T. inconsuetus Caporiacco, 1940 – Äthiopien
- T. indicus Simon, 1885 – Indien
- T. jabalpurensis Gajbe & Gajbe, 1999 -Indien
- T. jaikensis Ponomarev, 2007 – Kasachstan
- T. ketani Bhandari & Gajbe, 2001 – Indien
- T. kitabensis Charitonov, 1946 – Aserbaidschan, Russland (Westsibirien), Iran, Kasachstan, Zentralasien
- T. lamottei Jézéquel, 1964 – Elfenbeinküste
- T. lanatus Logunov, 1996 – Russland (Fernost)
- T. lanceolatus Simon, 1875 – Ukraine
- T. lanceoletus Tikader, 1966 – Indien
- T. lesserti (Roewer, 1951) – Türkei, Ägypten bis Iran
- T. lineatipes Simon, 1870 – Mittelmeerregion, Georgien
- T. luederitzi Simon, 1910 – Namibia
- T. maculatus Keyserling, 1880 – Peru
- T. mandali Tikader, 1965 – Indien
- T. meronensis Levy, 1977 – Bulgarien, Israel
- T. mikhailovi Logunov, 1996 – Russland (Europa bis Südsibirien), Kasachstan, Zentralasien
- T. miniaceus Simon, 1880 – Mongolei, China, Taiwan, Korea, Japan
- T. mongolicus (Schenkel, 1936) – Ukraine, Russland (Europa), Kasachstan, Mongolei, China
- T. mus Strand, 1908 – Peru
- T. namaquensis Simon, 1910 – Südafrika
- T. neimongol Urita & Song, 1987 – China
- T. nentwigi Wunderlich, 2017 – Nigeria
- T. nigromaculatus Kulczynski, 1885 – Russland (Kamtschatka)
- T. nipponicus Yaginuma, 1969 – Russland (Fernost), Mongolei, China, Korea, Japan
- T. nodongensis Kim & Kim, 2012 – Korea
- T. oblongiusculus (Lucas, 1846) – Südeuropa, Türkei, Nordafrika, Ukraine, Russland (Europa), Zentralasien, Iran, China
- T. okayi Karol, 1966 – Türkei
- T. ornatus (Lucas, 1846) – Algerien
- T. pagenstecheri Strand, 1906 – Namibia
- T. parangvulgaris Barrion & Litsinger, 1995 – Thailand
- T. philodromicus Strand, 1916 – Madagaskar
- T. philodromoides Caporiacco, 1940 – Europa, Türkei, Kaukasus, Russland (Europa bis Westsibirien), Kasachstan, Iran
- Heide-Herzfleckläufer (T. pictus) L. Koch, 1881 – Elfenbeinküste
- T. pinnatus Jézéquel, 1964 – Jemen
- T. plumosus Simon, 1890 – China
- T. prolixus Simon, 1897 – Indien
- T. pygmaeus Schmidt & Krause, 1996 – Kanarische Inseln
- T. rayi Simon, 1875 – Europa bis Kasachstan
- T. roseofemoralis (Karsch, 1879) – Japan
- T. rubicellus Mello-Leitão, 1929 – Vereinigte Staaten, Kanada
- T. rubicundus L. Koch, 1875 – Äthiopien, Somalia, Ostafrika
- Lichtungs-Herzfleckläufer (T. sabulosus) (Menge, 1875) – Europa, Türkei, Kaukasus, Russland (Europa bis Fernost), Kasachstan
- T. saraevi Ponomarev, 2007 – Kasachstan, Iran, Pakistan, Usbekistan
- T. schubotzi Strand, 1913 – Zentralafrika
- T. sepiacolor Levy, 1999 – Israel, Vereinigte Arabische Emirate
- T. setiger (O. P.-Cambridge, 1872) – Israel, Vereinigte Arabische Emirate, Iran
- T. sibiricus Kulczynski, 1901 – Russland (Südsibirien)
- T. simplicipalpis Simon, 1882 – Jemen, Indien
- T. stepposus Logunov, 1996 – Russland (Südsibirien), China
- T. striatus C. L. Koch, 1845 – Nordamerika, Europa, Türkei, Russland (Europa bis Fernost), Kasachstan, Iran, Zentralasien
- Streifen-Herzfleckläufer (T. stripatus) Tikader, 1980 –
- T. tuvinensis Logunov, 1996 – Russland (Süd- bis Nordostsibirien), Kirgisistan
- T. ubsunurensis Logunov, 1996 – Russland (Südsibirien)
- T. validus Simon, 1875 – Algerien
- Kosmopolit-Herzfleckläufer (T. vulgaris) Simon, 1870 – Europa, Nordafrika, Türkei, Israel, Kaukasus, Russland (Europa bis Fernost), Iran, Kasachstan, Zentralasien, China & Korea, in Nordamerika & Australien eingeführt.
  - T. v. creticus Kulczyński, 1903 – Griechenland (Kreta)
- T. wuchuanensis Tang & Wang, 2008 – China
- T. xinjiangensis Hu & Wu, 1989 – China
- T. zavattarii Caporiacco, 1939 – Äthiopien

#### Transferierte Arten
Drei Arten galten einst als zu den Herzfleckläufern zugehörig, wurden jedoch mittlerweile transferiert. Die Arten sind:
- T. macropalpus Paik, 1979 = Apollophanes macropalpus
- T. marionschmidti Schmidt, 1990 = Pulchellodromus pulchellus
- T. quadrilineatus (Lucas, 1838) = Pisaura quadrilineata

#### Synonymisierte Arten
32 einstige Arten und Unterarten, die zuletzt zu den Herzfleckläufern zählten, wurden mit anderen Arten der Gattung synonymisiert und verloren somit ihren Artstatus. Diese Arten waren:
- T. adjacens (O. Pickard-Cambridge, 1876) – Synonymisiert mit T. fabricii unter Levy, 1977.
- T. albomaculatus Kulczyński, 1908 – Synonymisiert mit T. coloradensis unter Logunov, 1996.
- T. alpinus Kulczyński, 1887 – Synonymisiert mit T. coloradensis zuerst under Gertsch, 1934 und danach unter Dondale, Turnbull & Redner, 1964.
- T. babaly (Lyakhov, 1996, T from Apollophanes) – Synonymisiert mit dem Heide-Herzfleckläufer (T. pictus) unter Szita & Samu, 2000.
- T. cervini Simon, 1875 – Synonymisiert mit T. fabricii unter Levy, 1977.
- T. constellatus Charitonov, 1946 – Synonymisiert mit Thanatus oblongiusculus unter Logunov & Huseynov, 2008.
- T. dvoraki Silhavy, 1941 – Synonymisiert mit dem Sand-Herzfleckläufer (T. arenarius) unter Miller, 1971.
- T. jugorum Simon, 1916 – Synonymisiert mit dem Streifen-Herzfleckläufer (T. striatus) unter Muster & Thaler, 2003.
- T. j. saturatior Simon, 1932 – Synonymisiert mit dem Steppen-Herzfleckläufer (T. atratus) unter Muster & Thaler, 2003.
- T. kolymensis Marusik, 1991 – Synonymisiert mit T. arcticus unter Logunov, 1996.
- T. lapponicus Jackson, 1932 – Synonymisiert mit T. arcticus unter Holm, 1967.
- T. nitidus Logunov & Kunt, 2010 – Synonymisiert mit T. lesserti unter Logunov, 2011.
- T. notatus (Reuss, 1834) – Synonymisiert mit dem Kosmopolit-Herzfleckläufer (T. vulgaris) unter Levy, 1999.
- T. odorus Strand, 1915 – Synonymisiert mit dem Kosmopolit-Herzfleckläufer unter Levy, 1977.
- T. pallidus Tystshenko, 1965 – Synonymisiert mit dem Steppen-Herzfleckläufer unter Logunov, 1996.
- T. patricia (Lowrie & Gertsch, 1955) – Synonymisiert mit T. bungei zuerst unter Kulczyński, 1908 und danach unter Marusik, 1989.
- T. peninsulanus Banks, 1898 – Synonymisiert mit dem Kosmopolit-Herzfleckläufer unter Dondale, Turnbull & Redner, 1964.
- T. purcelli Simon, 1910 – Synonymisiert mit dem Kosmopolit-Herzfleckläufer unter Levy, 1977.
- T. rehobothicola Strand, 1915 – Synonymisiert mit dem Kosmopolit-Herzfleckläufer unter Levy, 1977.
- T. rowani Gertsch, 1933 – Synonymisiert mit T. rubicellus unter Dondale, Turnbull & Redner, 1964.
- T. sahariensis Millot, 1941 – Synonymisiert mit T. fabricii unter Levy, 1977.
- T. setosus (Petrunkevitch, 1929) – Synonymisiert mit dem Kosmopolit-Herzfleckläufer unter Dondale & Redner, 1976.
- T. sitiens (Fage, 1929) – Synonymisiert mit Thanatus fornicatus unter Muster, 2009.
- T. thorelli (O. Pickard-Cambridge, 1872) – Synonymisiert mit dem Kosmopolit-Herzfleckläufer unter Levy, 1977.
- T. vegetus (L. Koch, 1882) – Synonymisiert mit dem Kosmopolit-Herzfleckläufer unter Bosmans & Van Keer, 2012, 1965.
- T. vulgaris borealis Tullgren, 1942 – Synonymisiert mit dem Steppen-Herzfleckläufer unter Kronestedt, 1983.
- T. vulgaris brevipes Kulczyński, 1903 – Synonymisiert mit dem Steppen-Herzfleckläufer unter Muster & Thaler, 2003.
- T. vulgaris maderianus Kulczyński, 1903 – Synonymisiert mit dem Kosmopolit-Herzfleckläufer unter Wunderlich, 1987.
- T. vulgaris major Simon, 1870 – Synonymisiert mit dem Kosmopolit-Herzfleckläufer unter Levy, 1977.
- T. vulgaris syriensis Strand, 1913 – Synonymisiert mit dem Kosmopolit-Herzfleckläufer unter Levy, 1977.
- T. xizangensis Hu & Li, 1987 – Synonymisiert mit T. miniaceus unter Song, Zhu & Chen, 1999.
- T. yiningensis (Hu & Wu, 1989) – Synonymisiert mit T. oblongiusculus unter Logunov, 1996.

#### Ersetzte Homonyme
Eine zuletzt zu den Herzfleckläufern zählende Art hatte zuvor eine Bezeichnung, die mit der einer anderen identisch war. Dieses nun ersetzte Homonym ist:
- T. punctulatus (Denis, 1958) = T. denisi

#### Nie anerkannte Arten
Acht zuletzt zu den Herzfleckläufern zählende Arten erfüllten bei ihrer Erstbeschreibung nicht die Voraussetzungen für einen Artstatus und gelten als Nomen nudum. Die Arten waren:
- T. albicans Franganillo, 1918 – Aufgehoben unter Urones, 1996.
- T. albini (Audouin, 1826) – Aufgehoben unter Levy, 1977.
- T. fagei Gerhardt, 1933 – Aufgehoben unter Levy, 1977.
- T. fulvus Franganillo, 1917 – Aufgehoben unter Urones, 1996.
- T. gigas (C. L. Koch), 1837 – Aufgehoben unter Muster, 2009.
- T. mediocris Kulczyński, 1908 – Aufgehoben unter Logunov, 1996.
- T. multipunctatus Strand, 1906 – Aufgehoben unter Nentwig, 2020.
- T. paucipunctatus Strand, 1906 – Aufgehoben unter Nentwig, 2020.

### Synonymisierte Gattung
Eine Gattung wurde mit der der Herzfleckläufer synonymisiert und gilt nun als älteres Synonym dieser. Die Gattung war:
- Paratibellus Simon, 1932 – Synonymisiert mit den Herzfleckläufern unter Logunov & Huseynov, 2008.

### Artengruppen
Einzelne Arten der Herzfleckläufer lassen sich je nach Autor in verschiedene Artengruppen einteilen. Dabei ist sowohl die geographische Lage als auch der Aufbau der Geschlechtsorgane für eine Einteilung in die jeweiligen Gruppen ausschlaggebend.

#### Artengruppen ungarischer Herzfleckläufer nach Szita & Samu
Éva Szita und Ferenc Samu teilten bei einem 2000 in Ungarn stattgefundenem Review der Gattung fünf der sechs dort vorkommenden Arten der Herzfleckläufer in insgesamt drei Artengruppen ein. Bei diesen handelt es sich unter anderem um die Gruppe des Silbergras-Herzfleckläufers (T. formicinus), die außerdem die Art T. coloradensis enthält, und die Gruppe des Lichtungs-Herzfleckläufers (T. sabulosus), zu der abgesehen von dieser Art der Sand-Herzfleckläufer (T. arenarius) zählt. Die dritte Gruppe ist die des Streifen-Herzfleckläufers (T. striatus), die sich neben genannter Art aus dem Steppen- (T. atratus) und dem Kosmopolit-Herzfleckläufer (T. vulgaris) zusammensetzt. Als einziger in Ungarn vorkommender Herzfleckläufer zählt der Heide-Herzfleckläufer (T. pictus) zu keiner Artengruppe. Die Gruppen wurden von Szita und Samu anhand genitalmorphologischer Ähnlichkeiten aufgestellt, die eine Verwandtschaft der jeweiligen Arten in den Gruppen miteinander verdeutlichen.

#### Artengruppen nearktischer Herzfleckläufer nach Dondale, Turnbull und Redner
Charles D. Dondale, A. L. Turnbull und James H. Redner haben bei einer von ihnen 1964 getätigten Revision der in der Nearktis vertretenen Herzfleckläufer, deren angenonneme Artenzahl damals acht betrug, fast alle dieser in je drei Artengruppen eingegliedert und griffen dabei auf die Form der Emboli der Männchen zurück. Eine Gruppe ist auch hier die des Silbergras-Herzfleckläufers (T. formicinus), die wie die ungarische Gruppe neben der namensgebenden Art T. coloradensis enthält. Im Gegensatz zu Szita und Samu sehen Dondale, Turnbull und Redner den Sand-Herzfleckläufer (T. arenarius) und weitere ähnliche Arten der Alten Welt der Gruppe des Silbergras-Herzfleckläufers zugehörig. Ein einzelner Embolus verläuft bei dieser Artengruppe nach den Autoren über den größten Teil seiner Länge nahezu gerade. Die zweite Artengruppe der nearktischen Arten ist die von T. arcticus, zu der neben dieser Art T. altimontis und T. rubicellus zählen. Bei dieser Gruppe ist der Embolus je gleichmäßig gekrümmt und hat eine Vertiefung nahe der Basis am äußeren Rand. Die dritte von Dondale, Turnbull und Redner aufgestellte Gruppe ist die des Streifen-Herzfleckläufers, zu der wie bei der von Szita und Samu aufgestellten gleichnamigen Artengruppe neben der namensgebenden Art der Kosmopolit- (T. vulgaris), nicht jedoch der Steppen-Herzfleckläufer zählen. Hier ist laut der Autoren der Embolus so verdickt, dass er dadurch inflexibel wird. Nur die damals noch valide und mittlerweile mit T. bungei synonymisierte Art T. patriciae galt laut den Autoren keiner Artengruppe zugehörig. Ein Embolus der Art wird von Dondale, Turnbull und Redner als noch länger, dünner und gekrümmter als von denen der Gruppen des Silbergras-Herzfleckläufers oder T. arcticus beschrieben.

#### Artengruppen nordasiatischer Herzfleckläufer nach Dmitri V. Logunov
Dmitri V. Logunov teilte 1996 die in Nordasien vorkommenden Herzfleckläufer in vier Artengruppen ein, als er diese zusammen mit den Arten der ebenfalls zu den Laufspinnen (Philodromidae) zählende Gattung Apollophanes einem kritischen Review unterzog. Eine davon ist auch hier wieder die Artengruppe des Silbergras-Herzfleckläufers (T. formicinus), zu der neben diesem in dem Falle T. arcticus, T. coloradensis, T. mongolicus, T. nigromaculatus, T. nipponicus und T. ubsunurensis gezählt werden. Bei dieser Gruppe fehlt laut Autor bei einem einzelnen Bulbus der Männchen die sekundäre Tibialapophyse, während die ventrale Tibialapophyse als blasser Buckel auf ventrobasaler Fläche der dorsalen Tibialapophyse oder insgesamt undeutlich entwickelt ist. Im Gegensatz dazu ist die dorsale Tibiaapophyse immer gut entwickelt und meist stark sklerotisiert (verhärtet). Die Tegulärapophyse ist wiederum schwach entwickelt oder nicht ausgeprägt. Bei den Weibchen sind die Spermatheken groß und ebenfalls auffallend sklerotisiert sowie mit deutlich ausgeprägten Querfugen ausgestattet. Aufgrund der eigentümlich gefalteten und zweizähnigen dorsalen Tibiaapophyse erfolgte die Einteilung der Arten T. imbecillus und T. meronensis in diese Gruppe seitens Logunov provisorisch.
Die zweite Artengruppe, die Logunov aufstellte, ist die der Art T. bungei, zu der neben dieser die Art T. constellatus zählt. Hier ist bei einem Bulbus der Männchen zusätzlich eine sekundäre ventrale Tibialapophyse vorhanden, während die primäre ventrale Tibiaapophyse als eingeprägter Membranbereich zwischen der dorsalen Tibiaapophyse und der sekundären ventralen Tibiaapophyse entwickelt ist. Die teguläre Apophyse erscheint wie eine Ausbuchtung. Der Embolus ist sehr lang und fadenförmig. Bei den Weibchen der Gruppe sind laut Logunov die Spermatheken glatt und ihr fehlt aufgrund der zusammengewachsenen Erscheinung ein ausgeprägter Befruchtungsgang.
Die dritte Artengruppe laut gleichem Autor ist die des Lichtungs-Herzfleckläufers, die neben diesem T. altimontis, den Sand-Herzfleckläufer (T. arenarius), T. coreanus, T. fabricii, T. lesserti, T. miniaceus und T. stepposus und somit auch Arten außerhalb von Nordasien enthält. Bei den Männchen fehlt an den Bulbi je die sekundäre ventrale Tibiaapophyse und die ventrale Tibiaapophyse ist entweder unsichtbar oder schwach als blasser Buckel auf der ventrobasalen Fläche der dorsalen Tibiaapophyse entwickelt. Letztere ist lang und für gewöhnlich am Ende zugespitzt. Der basal (an der Basis) breite Embolus weist eine kurze und nadelförmig endende Spitze auf. Die teguläre Apophyse ist, von T. fabricii abgesehen, meistens deutlich ausgeprägt und hat das Erscheinungsbild einer schwach sklerotisierten Ausstülpung. Bei den Weibchen der Gruppe sind die Spermatheken groß und glatt sowie mit Ausnahme der apikalen (von der Körpermitte entfernt liegende) Bereiche, an deren Stelle im Regelfall 3 oder 4 Nähte auftreten. Die Kopulationsgänge sind oft gut entwickelt. Die lateralen Leittaschen der Spermatheken sind kürzer als die des medianen Bereichs und erscheinen als ein Paar benachbarter seitlicher Bögen.
Die vierte von Logunov aufgestellte Artengruppe ist nach der Art T. striatus benannt und enthält daneben den Steppen-Herzfleckläufer (T. atratus), T. lanatus, T. mikhailovi, T. tuvinensis, T. setiger und den Kosmopolit-Herzfleckläufer (T. vulgaris) sowie damals die mittlerweile mit letzterem synonymisierte Art T. peninsulanus und damit ebenfalls außerhalb Nordasiens vorkommende Arten. Hier ist bei jeweils einem Bulbus der Männchen wiederum eine sekundäre ventrale Tibiaapophyse vorhanden. Die ventrale Tibiaapophyse erscheint als eingedrückter Bereich zwischen der sekundären ventralen und der dorsalen Tibiaapophyse. Der Embolus hat eine kurz und gebogene Erscheinung und meistens eine geschwollene Basis. Die teguläre Apophyse ist gut ausgeprägt und oft stark sklerotisiert. Die Spermatheken der Weibchen weisen einen sehr einfachen Aufbau auf und erscheinen je als glatte, kleine und längliche Kammer, die apikal in einem gut sichtbaren Behältnis endet. Die Kopulationsgänge können gut entwickelt sein und sind als ziemlich breite und lange Röhre ausgebildet.

### Äußere Systematik
Die den Herzfleckläufern am nächsten verwandte Gattung ist nach aktuellem Stand (2017) die der Halmstrecker (Tibellus) und beide bilden die Tribus der Thanatini. Folgendes Kladogramm verdeutlicht die Stellung der Gattungen innerhalb der Familie der Laufspinnen (Philodromidae) zueinander:
| Thanatini | \| \| Herzfleckläufer \| \| \| \| \| \| Halmstrecker (Tibellus) \| \| \| \| |
|           | \| \| Herzfleckläufer \| \| \| \| \| \| Halmstrecker (Tibellus) \| \| \| \| |
|           | weitere Laufspinnen                                                         |
|           |                                                                             |
|           | Herzfleckläufer                                                             |
|           |                                                                             |
|           | Halmstrecker (Tibellus)                                                     |
|           |                                                                             |

|  | Herzfleckläufer         |
|  |                         |
|  | Halmstrecker (Tibellus) |
|  |                         |